# Melissodes bimatris
Melissodes bimatris är en biart som beskrevs av Laberge 1961. Melissodes bimatris ingår i släktet Melissodes och familjen långtungebin. Inga underarter finns listade i Catalogue of Life.